# Bawomataluo
Bawomataluo is een bestuurslaag in het regentschap Nias Selatan van de provincie Noord-Sumatra, Indonesië. Bawomataluo telt 3070 inwoners (volkstelling 2010).